# Minsk (Schiff, 1978)
Die Minsk war ein Flugdeckkreuzer der sowjetischen und später der russischen Marine von 1978 bis 1993. Sie war das zweite Schiff der Serie Projekt 1143 (NATO: Kiew-Klasse).

## Geschichte

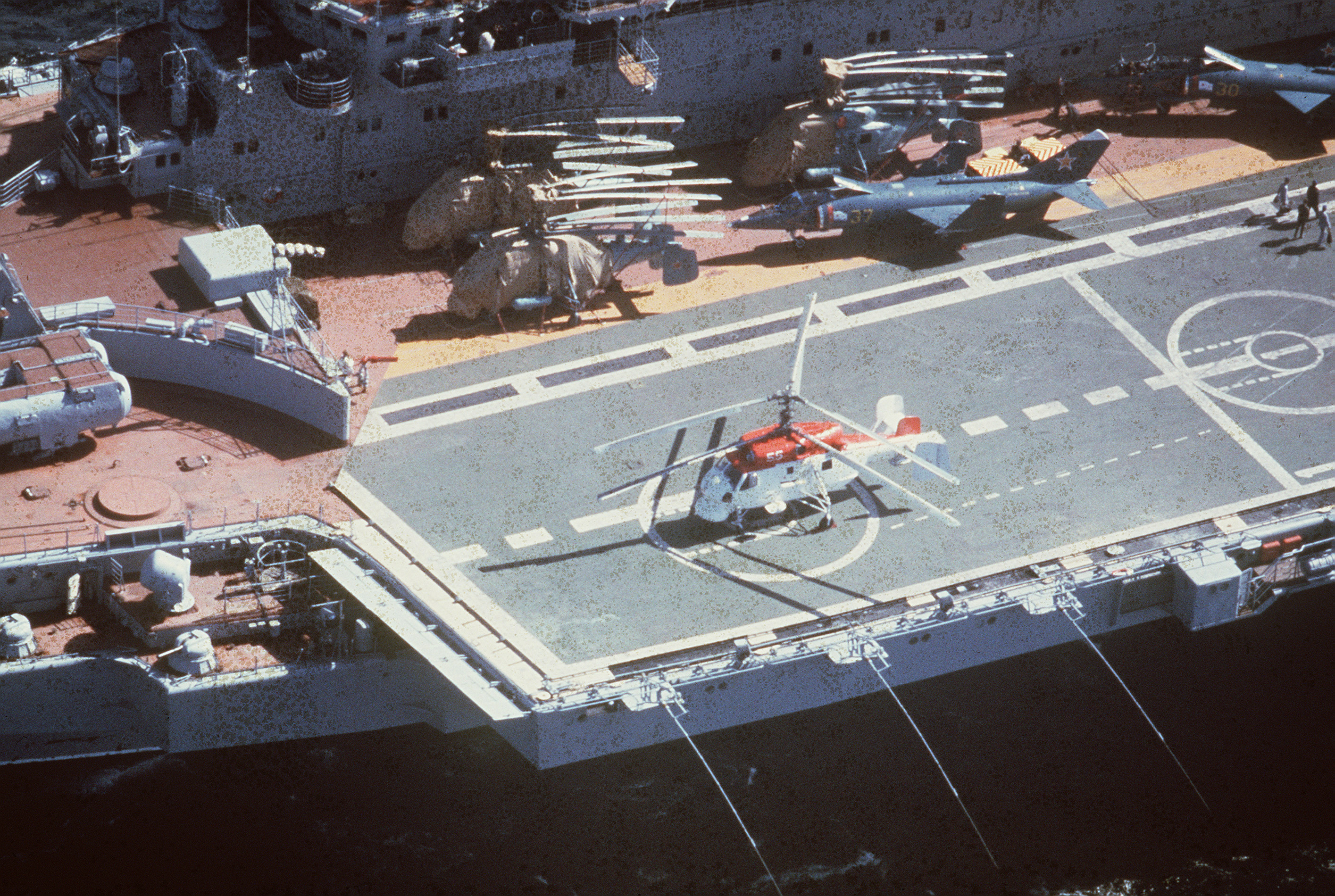
Jak-38 Forger und Ka-25 an Bord der Minsk, 1986

### Im Dienst der Sowjetunion
Die Minsk wurde am 28. Dezember 1972 auf Kiel gelegt, der Stapellauf erfolgte am 30. September 1975 und die Indienststellung des Schiffes 1978.
Die Minsk operierte in der Pazifikflotte. In den Jahren 1981–1982 erfolgte eine Instandsetzung. Nach einem Brandschaden 1989 war das Schiff praktisch nicht mehr betriebsbereit. Daher wurde es im Februar 1992 aus dem Verkehr gezogen und der Reserve zugeteilt. Die Außerdienststellung erfolgte am 30. Juni 1993.
Das Schiff wurde am 14. November 1994 verkauft, der Verkauf allerdings rückgängig gemacht. Stattdessen wurde am 1. August 1995 mit einem südkoreanischen Verschrottungsunternehmen ein Vertrag zur Abwrackung des Schiffes geschlossen. Die Minsk wurde nach Kyang-yang in Südkorea geschleppt.

### Museum
Die südkoreanische Firma verschrottete die Bewaffnung, den Antrieb und die Kommunikationsanlagen. 1998 erfolgte ein Weiterverkauf an die chinesische Firma Shenzhen Minsk Aircraft Carrier Industry Company. Voraussetzung für den Verkauf war eine nichtmilitärische Nutzung des Schiffes. Im August 1998 wurde das Schiff nach Shenzhen geschleppt.
Bis Februar 2005, als der Betreiber Bankrott ging, war die Minsk Teil eines militärischen Vergnügungsparks in Shatoujiao, Shenzhen in der chinesischen Provinz Guangdong der Minsk World hieß. Der Flugzeugträger wurde daraufhin am 22. März 2006 zur Versteigerung ausgeschrieben. Nachdem sich kein Bieter fand, der die 128 Millionen RMB (ungefähr 16 Millionen US-Dollar) Startpreis zahlen wollte, wurde die Auktion beendet. Am 31. Mai 2006 wurde das Schiff für 128 Millionen RMB an die Stadt Shenzhen verkauft. Im April 2016 ließ der neue Besitzer, die Dalian Yongjia Group Co., die Minsk nach Nantong schleppen. Dort ist sie Teil des Technologieparks, westlich der Sutong-Brücke, in dem sie nach Umbauten ab 2017 zugänglich sein sollte. Die Umbauten und der Zugang verzögern sich seitdem. Der Zutritt zum Schiff ist auch Mitte 2024 noch nicht möglich. Am 16. August 2024 wurde die immer noch im Umbau befindliche und laut Berichten sich in einem zunehmend verwahrlosten Zustand befindliche Minsk in Nantong durch einen Brand, der aus bisher ungeklärten Gründen ausbrach, stark beschädigt. Teile der Aufbauten und des Mittelschiffes brannten aus.

## Belege und Verweise